# Evguenia Bochkareva
Evguenia Aleksandrovna Bochkareva (née le 10 juin 1980 à Penza) est une gymnaste rythmique russe.

## Biographie
Evguenia Bochkareva remporte aux Jeux olympiques d'été de 1996 à Atlanta la médaille de bronze par équipe avec Olga Chtyrenko, Irina Dziouba, Anguelina Iouchkova, Ioulia Ivanova et Elena Krivochei.

## Palmarès

### Jeux olympiques
- Atlanta 1996
  -  médaille de bronze par équipe.